# Synderstön
Synderstön är en halvö i Finland. Den ligger i Kimitoöns kommun i landskapet Egentliga Finland, i den södra delen av landet, 120 km väster om huvudstaden Helsingfors.